# Universidad de Wisconsin-Superior
La Universidad de Wisconsin–Superior (UW–Superior o UWS) es una universidad pública de artes liberales en Superior, Wisconsin. UW–Superior otorga títulos de asociado, licenciatura, maestría y especialista. La universidad matricula a 2.559 estudiantes universitarios y 364 estudiantes de posgrado.

## Historia
Originalmente llamada Escuela Normal Superior, la universidad fue fundada por legisladores de Wisconsin como una escuela para formar profesores en 1893. La primera promoción de la Escuela Normal Superior se graduó en 1897. En 1909, la institución se convirtió en la primera escuela normal de Wisconsin en ofrecer un programa de capacitación a gran escala para la nueva idea de jardín de infantes. También fue el primero en ofrecer un programa de cuatro años para profesores de secundaria a partir de 1923. Después de la autorización para otorgar títulos de licenciatura en educación en 1926, la escuela tomó el nuevo nombre de Superior State Teachers College. Los títulos de posgrado se autorizaron en 1947 y se ofrecieron por primera vez en 1950. En 1951, la junta de regentes del estado cambió el nombre de la institución a Wisconsin State College-Superior para reflejar mejor su función en expansión. Las universidades estatales de Wisconsin finalmente fueron reclasificadas como universidades, lo que resultó en otro cambio de nombre en 1964 a Wisconsin State University–Superior. En 1971, Superior pasó a formar parte del Sistema de la Universidad de Wisconsin y adquirió su nombre actual.  Para responder a los recortes en la financiación estatal, en 2018 UW-Superior suspendió una serie de programas académicos, alegando que los recortes eran para alentar a más estudiantes a graduarse a tiempo.  

## Misión
UW–Superior ha sido designada como la universidad pública de artes liberales en el Sistema de la Universidad de Wisconsin y es miembro del Consejo de Facultades Públicas de Artes Liberales.

## Campus
El campus principal de la universidad está en la esquina de Belknap Street (US Highway 2) y Catlin Avenue. Su sección norte es el sitio de todos los edificios académicos y la mayoría de las residencias universitarias. La sección sur, en la esquina de North 28th Street y Catlin Avenue, contiene las residencias universitarias Hawkes y Ross, Wessman Arena y el Centro de Servicios Universitarios.

### Edificios académicos
- Barstow Hall, llamado así por el regente Barney Barstow: programas científicos, Lake Superior Research Institute
- Erlanson Hall, llamado así por el regente Clarence Erlanson: Escuela de Negocios y Economía, Centro de Investigación de Transporte y Logística
- Edificio de educación física Gates, llamado así por el regente Clough Gates: aulas y laboratorios, gimnasio Mortorelli
- Holden Fine Arts Center, llamado así por el benefactor de la universidad Paul Holden: programas de comunicación de artes, música y artes visuales, estudios de Wisconsin Public Radio, Manion Theatre, Webb Recital Hall
- Biblioteca Jim Dan Hill, llamada así en honor al quinto presidente de la universidad (1931-1964): Biblioteca universitaria, Centro Markwood para el aprendizaje, la innovación y la colaboración, Centro de investigación del área
- Marcovich Wellness Center, llamado así por el regente Toby Marcovich: programas de atletismo, salud y desempeño humano, recreación, Thering Field House
- Old Main, el edificio más antiguo del campus: Oficina del Rector, Oficina del Rector, Oficina de Ayuda Económica, Centro de Educación Continua, Oficina del Tesorero (cajera), Centro de Asesoría Académica, Relaciones Universitarias, Recursos Humanos, Centro Multicultural, Oficina de Programas Internacionales, Pequeño Centro de desarrollo empresarial, Centro de estudiantes veteranos y no tradicionales, Auditorio Thorpe Langley
- Swenson Hall, llamado así por los benefactores universitarios James y Susan Swenson: ciencias sociales, educación, idiomas, matemáticas e informática, servicios tecnológicos, Centro de las Primeras Naciones, servicios de apoyo estudiantil, sala de conferencias Erlenbach
- Wessman Arena, llamado así por el regente Siinto Wessman
- Yellowjacket Union: Oficina de admisiones, libros y suministros sobre chaquetas, Union Cafe, información y servicios del Union Desk, Rothwell Opportunity Center y oficinas de organizaciones estudiantiles.

### Salones de residencia
- Crownhart Hall, llamado así por el regente Charles Crownhart
- Curran Hall, llamado así por el regente Robert Curran
- McNeill Hall, llamado así por el primer presidente Israel McNeill (1896-1907)
- Ostrander Hall, llamado así por el regente Frank Ostrander
- Ross Hall, llamado así por el regente Frank Ross (presidente, 1903)
- Hawkes Hall, llamado así por la regente Elizabeth Hawkes

## Exalumnos notables
- Morrie Arnovich, jardinero All Star de la MLB [4]
- Richard Bong (asistió), as de la aviación de la Segunda Guerra Mundial [5]
- Frank Boyle, legislador del estado de Wisconsin [6]
- Esther Bubley, fotoperiodista [7]
- Howard W. Cameron, senador del estado de Wisconsin [8]
- Herbert Clow, jugador de la NFL [9]
- David DiFrancesco, cofundador de Pixar [10] [11]
- Bernard E. Gehrmann, legislador del estado de Wisconsin [12]
- Sandra A. Gregory, general de la Fuerza Aérea de EE. UU. [13]
- Yadamini Gunawardena [14] Miembro del Parlamento, Parlamento de Sri Lanka
- Mary Hubler, legisladora del estado de Wisconsin [15]
- Oluf (Ole) Haugsrud (asistió), propietario de los Duluth Eskimos y propietario fundador de los Minnesota Vikings [16]
- Steven L. Johnson, presidente y director ejecutivo de Sinclair College, Dayton, Ohio
- Joe Kelly, cofundador de Dads and Daughters [17]
- Ernest J. Korpela, educador y legislador del estado de Wisconsin [18]
- Gordon MacQuarrie, escritor al aire libre [19]
- Thomas W. MacQuarrie, presidente del San Jose State College de 1927 a 1952 [20]
- Dom Moselle, jugador de la NFL [21]
- Tom Murphy, jugador de la NFL [22]
- Thomas B. Murray, legislador del estado de Wisconsin [23]
- Scott O'Brien, entrenador asistente de la NFL [24]
- Wally O'Neill, jugador de la NFL [25]
- Reino A. Perala (asistió), legislador del estado de Wisconsin [12]
- Angus B. Rothwell, Superintendente de Instrucción Pública de Wisconsin [26]
- Fritz Scholder (asistió), artista nativo americano [27]
- Arnold Schwarzenegger, [28] 38.º gobernador del estado de California, culturista y actor
- Patricia Spafford Smith (asistió), propietaria de una pequeña empresa y legisladora del estado de Wisconsin [29]
- Stephen J. Smith, propietario de una pequeña empresa y legislador del estado de Wisconsin, hijo de Patricia [30]
- Doug Sutherland, exjugador de la NFL con los Minnesota Vikings [31]

## Profesores y personal notables
- Scott O'Brien, entrenador asistente de la NFL
- Barton Sutter, poeta y ensayista
- Irl Tubbs, entrenador en jefe de los equipos de fútbol americano Miami Hurricanes y Iowa Hawkeyes
- Albert D. Whealdon, profesor de química y representante del estado de Wisconsin [32]